# Schizostachyum castaneum
Schizostachyum castaneum là một loài thực vật có hoa trong họ Hòa thảo. Loài này được Widjaja miêu tả khoa học đầu tiên năm 1997.